# Laissaud
Laissaud ist eine französische Gemeinde mit 752 Einwohnern (Stand: 1. Januar 2022) im Département Savoie in der Region Auvergne-Rhône-Alpes. Sie gehört zum Kanton Montmélian im Arrondissement Chambéry und ist Mitglied im Gemeindeverband Cœur de Savoie.

## Lage
Laissaud liegt etwa 16 Kilometer südöstlich von Chambéry und etwa 39 km nordnordöstlich von Grenoble. An der westlichen Gemeindegrenze verläuft der Fluss Isère, im Osten auf einer kurzes Strecke der Bréda. Durchquert wird das Gemeindegebiet vom Flüsschen Coisetan.
Nachbargemeinden von Laissaud sind
- Sainte-Hélène-du-Lac im Norden,
- Les Mollettes im Norden und Nordosten,
- La Chapelle-Blanche im Osten,
- Saint-Maximin im Süden und Südosten,
- Pontcharra im Süden, Chapareillan im Westen und Nordwesten,
- Porte-de-Savoie mit Les Marches im Nordwesten und Francin im Norden.

## Weblinks

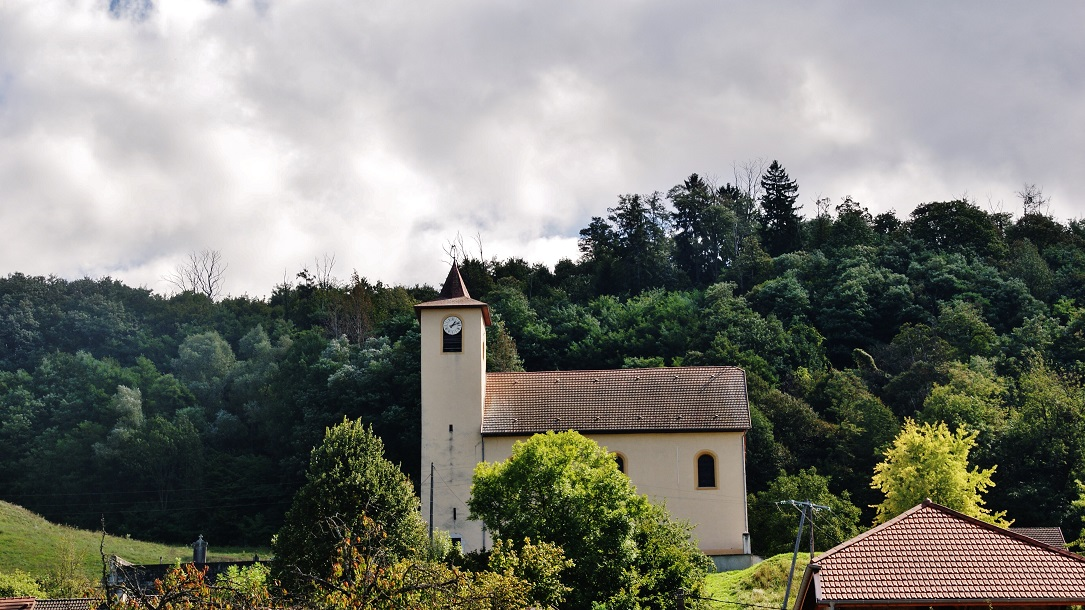
Kirche Saint-François-de-Sales

## Bevölkerungsentwicklung
| Jahr                       | 1962 | 1968 | 1975 | 1982 | 1990 | 1999 | 2006 | 2018 |
| -------------------------- | ---- | ---- | ---- | ---- | ---- | ---- | ---- | ---- |
| Einwohner                  | 315  | 286  | 294  | 411  | 458  | 525  | 599  | 679  |
| Quellen: Cassini und INSEE |      |      |      |      |      |      |      |      |

## Sehenswürdigkeiten
- Kirche Saint-François-de-Sales